# Kystlivredning
Kystlivredning er den form for søredning, der foregår ud fra kysterne. Den udføres enten af livreddere på strande eller af en decideret redningstjeneste.
Livredderne har sædvanligvis både til rådighed og holder til i observationstårne på stranden. Som livredder skal man både være en god svømmer og kunne yde førstehjælp.
Kystlivredderne skal kende området godt, så de kan informere badegæsterne om badeforholdene og gribe ind i livstruende situationer. Derudover står kystlivredderne for måling af vandets og luftens temperatur, og de træder til med hjælp i situationer med forsvundne børn, hunde uden snor, brandmænd, solstik, fjæsinger, bistik, snitsår og glemte sager.

## Kystlivredning i Danmark
For at arbejde som kystlivredder i Danmark skal man gennemgå en certificeret uddannelse, der følges op af en årlig prøve i svømning/bjergning og førstehjælp. Titlen som livredder er ikke beskyttet, og derfor kan der være stor forskel på uddannelserne mellem de enkelte kystlivredningstjenester. TrygFondens kystlivredderuddannelse er eksempelvis den eneste i Danmark, der er certificeret af det internationale livredningsforbund ILS. Uddannelsen er dermed internationalt kvalitetssikret og giver mulighed for at arbejde som livredder i udlandet.
Der er flere forskellige kystlivredningstjenester i Danmark, både offentlige og private. Den største er TrygFonden Kystlivredning, som er til stede på 27 af de danske badestrande og havnebade i badesæsonen. Nogle livredningstjenester samarbejder med det lokale politi og brandvæsen, lokale kommunale instanser og Søværnets Operative Kommando.